# 1634: The Galileo Affair
1634: The Galileo Affair è il quarto libro e il terzo romanzo della  serie del Ring of Fire scritto da Eric Flint e Andrew Dennis. Questo libro è il capostipite della Ramificazione dell'Europa Meridionale (Sud).